# Kamelot
Kamelot — американо-європейський павер-метал-гурт із міста Тампа, що був утворений гітаристом Томасом Йонгбладом та ударником Річардом Ворнером у 1991 році.

## Склад
Теперішній колектив
- Томас Йонгблад — гітари, бек-вокал (1991–дотепер)
- Олівер Палотай — клавішні (2005–дотепер)
- Шон Тайббеттс — бас-гітара (1991—1992, 2009–дотепер)
- Томмі Каревік — вокал (2012–дотепер)
- Йохан Нунез — ударні (2018–дотепер)

Колишні учасники
- Марк Вандербілт — вокал (1991—1998)
- Річард Ворнер — ударні (1991—1997)
- Девід Павлічко — клавішні (1993—1998)
- Глен Беррі — бас-гітара (1992—2009)
- Рой Хан — вокал (1998—2011)
- Кейсі Грілло — ударні (1997—2018)

## Дискографія
Студійні альбоми
- Eternity (1995)
- Dominion[en] (1997)
- Siége Perilous (1998)
- The Fourth Legacy (1999)
- Karma (2001)
- Epica (2003)
- The Black Halo (2005)
- Ghost Opera (2007)
- Poetry for the Poisoned (2010)
- Silverthorn (2012)
- Haven (2015)
- The Shadow Theory (2018)